# Romana
Romana je ženské jméno římského původu, pocházející z latiny. Mužská forma tohoto jména je Roman. Význam tohoto jména je „Římanka“.
Zdrobněliny: Romule, Romča, Romanka, Romi

## Jmeniny
- Český kalendář: 18. listopadu
- Slovenský a polský kalendář: 23. února

## Zdrobněliny
- Romanka, Romča, Romí, Romísek

## Statistické údaje
Následující tabulka uvádí četnost jména v ČR a pořadí mezi ženskými jmény ve srovnání dvou roků, pro které jsou dostupné údaje MV ČR – lze z ní tedy vysledovat trend v užívání tohoto jména:
| Rok       | Četnost    | Pořadí      |
| 1999      | 21 649     | 64.         |
| 2002      | 21 784     | 64.         |
| Porovnání | o 135 více | žádná změna |

Změna procentního zastoupení tohoto jména mezi žijícími ženami v ČR (tj. procentní změna se započítáním celkového úbytku žen v ČR za sledované tři roky) je +1,4%.

## Známé nositelky jména
- Romana Rotterová – česká grafička, sochařka, textilní výtvarnice a ilustrátorka
- Romana Dubnova – česká atletka
- Romana Jordan Cizelj – slovinská politička